# 政友倶楽部 (1913年)
政友倶楽部（せいゆうくらぶ）は、大正時代の日本の政党。

## 歴史
1913年（大正2年）2月、山本権兵衛の組閣に反発した尾崎行雄ら立憲政友会議員26名が離党して成立した。政友倶楽部は山本権兵衛を強く批判して、政党政治を最も強く支持した政党の1つとなったが、所属議員の一部はすぐに立憲政友会に復党、12月には残りの議員が亦楽会と合同して中正会を結成した。